# Kurohyō 2: Ryū ga Gotoku Ashura Hen
Kurohyō 2: Ryū ga Gotoku Ashura Hen (クロヒョウ2 龍が如く 阿修羅編, littéralement « La Panthère noire 2 : Comme un dragon - Chapitre Ashura »), est un jeu vidéo d'action-aventure développé par syn Sophia et édité par Sega, sorti en 2012 sur la console PlayStation Portable. Le jeu est un spin-off de la série Yakuza et est la suite de Kurohyō: Ryū ga Gotoku Shinshō. Tout comme pour le précédent épisode, une adaptation du jeu en drama a été diffusée entre le 5 avril 2012 et le 21 juin 2012 sur TBS.

## Synopsis
Après être devenu un champion de boxe, notre héros Ukyo Tatsuya se rend compte qu'il s'ennuie ferme, et retourne faire des combats clandestins. Malheureusement pour lui et une bande de jeunes dont il est devenu l'ami, un groupe de criminels d'Osaka, les Ashura, décide de faire main basse sur toutes les arènes clandestines du pays. Mais c'était sans compter sur notre héros qui va aller les combattre...

## Système de jeu
Il est possible de se faire accompagner par un PNJ qui se balade et se bat à vos côtés, vous permettant d'exécuter des super coups à deux.

## Critique
- Famitsu : 38/40[2]

### Ventes
Au 16 août 2014, le jeu s'est écoulé à 200 000 exemplaires.